# Carlos Ibarguren
Carlos Perfecto Ibarguren (Salta, 18 de abril de 1877 - Buenos Aires, 3 de abril de 1956) fue un académico, historiador y político argentino. Políticamente se asoció en un principio con la tendencia liberal, y luego al nacionalismo corporativista.

## Biografía
Era hijo de Federico Eulogio Ibarguren y Margarita Magdalena Uriburu.y nieto de Carlos Ibarguren ministro en la gobernación de Buenos Aires,y luego ministro de justicia en gabinete de Nicolás Avellaneda y Constituyente de 1853
Estudió en el Colegio Nacional de Buenos Aires dependiente en la Universidad de Buenos Aires.
Graduado en 1898 de la Facultad de Derecho de la Universidad de Buenos Aires, en la que se doctoró en Jurisprudencia y Leyes en 1906. Académico de profesión, Ibarguren fue catedrático de Historia en el Colegio Nacional del Norte y, desde 1902, profesor de Derecho Romano en la Universidad de Buenos Aires cargo que compatilbilizó con el de profesor de Historia en el Colegio Nacional Mariano Moreno entre ese año y 1928. 
Se casó el 15 de junio de 1904 con María Eugenia Aguirre Lynch, con quien tuvo nueve hijos, entre los que se destaca Carlos, genealogista y Federico, historiador revisionista como su padre.
Desde 1904 ocupó varios cargos gubernamentales. Basado en su experiencia, el presidente Roque Sáenz Peña lo designó como ministro de Justicia e Instrucción Pública, cargo que ocupó hasta 1914.Desde 1910 fue profesor en la Facultad de Filosofía y Letras.
Después de ello, Ibarguren continuó como partidario de la Unión Cívica Radical por algún tiempo. Sin embargo, él se convirtió en uno de los fundadores del Partido Demócrata Progresista en 1914 y se desempeñó como vicepresidente del partido. En este papel se convirtió en un fuerte crítico del gobierno de Hipólito Yrigoyen. En las elecciones legislativas de 1920 fue candidato integrando una lista de intelectuales de la talla de Lisandro de la Torre y Ezequiel Ramos Mexía. En 1921 
logra ser electo por sus pares vicepresidente de la Academia Nacional de la Historia, y fue su presidente entre 1921 y 1924. 

Fue elegido como candidato del Partido Demócrata Progresista para la elección presidencial de 1922 y logró el 7,7% de los votos. Hasta este punto, Ibarguren había sido asociado al liberalismo, pero en la década de 1920 alteró su posición. Su libro La literatura y la gran guerra, demostró un cambio hacia el nacionalismo.
Tras el golpe de 1930 del general José Félix Uriburu fue designado  interventor federal de la provincia de Córdoba desde 1930 hasta 1931. En 1948, por consejo de Ibarguren, el gobierno de Juan Domingo Perón consideró otorgar representación parlamentaria a las corporaciones, pero este proyecto no formó parte de la Constitución Argentina de 1949.
Pese a su identificación con el peronismo, no ocupó ningún cargo formal dentro de sus gobiernos, concentrándose en su actividad académica. En septiembre de 1955 fue dejado cesante de todos sus cargos como profesor y expulsado de la Universidad por la dictadura de Eduardo Lonardi.
Ibarguren murió en Buenos Aires, en 1956, y fue sepultado en el mausoleo familiar en el Cementerio de la Recoleta.

## Labor como escritor
- De nuestra tierra (1917)
- La literatura y la gran guerra (1919)
- Historias del tiempo clásico (1924)
- Manuelita Rosas (1925)
- Juan Manuel de Rosas (1930)
- En la penumbra de la Historia Argentina (1932)
- La inquietud de esta hora. Liberalismo, corporativismo, nacionalismo (1934)
- Estampas de Argentinos (1935)
- Las sociedades literarias y la revolución argentina (1937)
- "La reforma Constitucional, sus fundamentos y su estructura" (1948)
- San Martín íntimo (1950)
- La historia que he vivido (1955).

También se desempeñó como presidente de la Academia Argentina de Letras